# ロジャー・クィルター
ロジャー・クィルター（Roger Quilter, 1877年11月1日 - 1953年9月21日）は、イギリスの作曲家。
サセックスのホヴに生まれる。父親のカスバート・クィルター卿は準男爵で、美術品のコレクターとして知られていた。イートン・カレッジで学んだ後、フランクフルトの高等音楽院に進む。学友にパーシー・グレインジャー、シリル・スコット、ヘンリー・バルフォア・ガーディナーがいた。1890年代後半、高等音楽院で学ぶ作曲家たちのサークル、フランクフルト・グループに所属する。
イギリスでの彼の名声は、歌曲と、童謡を織り交ぜた『子どもたちの序曲』や、劇音楽から編んだ組曲『虹の終わる場所に』などに代表される管弦楽のためのライト・ミュージックによって支えられている。ピーター・ウォーロックら何人かのイギリス人作曲家に影響を与えたことは特筆に値する。
クィルターの書いた歌曲は、全部で100曲を越え、さらに今日でも歌われる英語のアート・ソングもある。有名な曲に、『愛の哲学』、『来たれ、死よ』、『もう泣いてくれるな』、『海辺で』、『おお、僕の恋人』がある。アルフレッド・テニスンの詩による『赤い花びら、優しく眠る』は彼の初期の歌曲であるにかかわらず、既に後の円熟したスタイルを持っている。
クィルターはテノール歌手のジャーヴァス・エルウィズと、エルウィズが1921年に亡くなるまで、実りあるコラボレーションを楽しんだ。同性愛者として周囲の圧力に心を痛め、第二次世界大戦中に甥を失ったことで、精神疾患を患った。
ロンドンのセント・ジョンズ・ウッドの自宅で死去。75歳の誕生日を祝う目前であった。

## 代表作
- 4つの海の歌 Songs of the Sea（1901年）Op.1
  - 第4曲『海辺で  By the Sea 』
- 3つの歌曲（1905年）Op.3
  - 第1曲『愛の哲学 Love's Philosophy 』
  - 第2曲『赤い花びら、優しく眠る Now Sleeps the Crimson Petal 』
- 3つのシェイクスピア歌曲 Three Shakespeare Songs（1905年）Op.6
  - 第1曲『来たれ、死よ Come Away Death 』
  - 第2曲『おお、僕の恋人 O Mistress Mine 』
  - 第3曲『吹けよ、吹け、冬の風 Blow, Blow, Thy Winter Wind 』
- 7つのエリザベス朝の抒情詩 Seven Elizabethan Lyrics（1908年）Op. 12
  - 第1曲『もう泣いてくれるな Weep You No More 』
- 3つの牧歌 Three Pastoral Songs（1921年）Op. 22
- 5つのイギリスの愛の抒情詩 Five English Love Lyrics（1922年）OP.24
- 5つのジェームズ朝の抒情詩 Five Jacobean Lyrics（1926年）Op.28
- 劇付随音楽『虹の終わる場所に Where the Rainbow Ends 』（1911年）
- オペラ『Love at the Inn』（1940年）
- 子どもたちの序曲 A Children's Overture（1919年）Op.17